# Eodorcadion maurum quinquevittatum
Eodorcadion maurum quinquevittatum es una subespecie de escarabajo longicornio del género Eodorcadion, categorizada en la tribu Dorcadionini, de la subfamilia Lamiinae. Fue descrita por Hammarström en 1892.

## Descripción
Mide 13,4-25 mm de longitud.

## Distribución
Se distribuye por Mongolia y Rusia.